# Gettin' in over My Head
| Recensione                    | Giudizio |
| ----------------------------- | -------- |
| AllMusic                      | [ 1 ]    |
| Austin Chronicle              | [ 2 ]    |
| Blender                       | [ 3 ]    |
| E! Online                     | C+       |
| The Guardian                  | [ 5 ]    |
| The Independent               | [ 6 ]    |
| The Rolling Stone Album Guide | [ 7 ]    |
| Stylus Magazine               | D+       |
| Uncut                         | 3/5      |

Gettin' in over My Head è il quinto album in studio del cantautore statunitense Brian Wilson, pubblicato nel 2004.

## Tracce
1. How Could We Still Be Dancin? (featuring Elton John) – 4:42
2. Soul Searchin' (featuring Carl Wilson) – 4:07
3. You've Touched Me – 3:21
4. Gettin in over My Head – 4:27
5. City Blues (featuring Eric Clapton) – 4:20
6. Desert Drive – 3:34
7. A Friend Like You (featuring Paul McCartney) – 3:37
8. Make a Wish – 3:49
9. Rainbow Eyes – 4:06
10. Saturday Morning in the City – 2:53
11. Fairy Tale – 5:28
12. Don't Let Her Know She's an Angel – 4:17
13. The Waltz – 4:09